# The Bottom of the Blues
The Bottom of the Blues è un album di Otis Spann, pubblicato dalla Bluesway Records nel 1968. Il disco fu registrato il 20 novembre 1967 a New York (Stati Uniti).

## Tracce
Lato A
1. Heart Loaded with Trouble – 2:58 (James Oden)
2. Diving Duck – 5:25 (Otis Spann)
3. Shimmy Baby – 3:54 (Muddy Waters)
4. Looks Like Twins – 4:58 (Muddy Waters)

Lato B
1. I'm a Fool – 3:09 (Lucille Spann)
2. My Man – 3:35 (Lucille Spann)
3. Down to Heart – 4:32 (Otis Spann)
4. Nobody Knows – 4:43 (Walter Davis)
5. Doctor Blues – 2:50 (Otis Spann)

## Musicisti
- Otis Spann - pianoforte, voce
- Lucille Spann - voce
- Muddy Waters - chitarra
- Luther Johnson - chitarra
- Sammy Lawhorn - chitarra
- George Buford - armonica
- Lawrence Sonny Wimberly - basso elettrico
- S.P. Leary - batteria